# Проитешти (Мехединци)
Проитешти (рум. Proitești) насеље је у Румунији у округу Мехединци у општини Поноареле. Oпштина се налази на надморској висини од 430 m.

## Становништво
Према подацима из 2002. године у насељу је живело 128 становника, од којих су сви румунске националности.